# Being Mary Jane
Being Mary Jane è una serie televisiva statunitense creata da Mara Brock Akil e trasmessa negli Stati Uniti dal 2 luglio 2013 al 23 aprile 2019 sul network BET.

## Trama
La serie segue le vicende professionali e personali della giornalista di successo Mary Jane Patterson.

## Personaggi e interpreti

### Personaggi principali
- Mary Jane Patterson (st. 1-4), interpretata da Gabrielle Union. Una giornalista televisiva di successo che rimane devota alla sua famiglia la quale non condivide le sue scelte di vita.
- Kara Lynch (st. 1-4), interpretata da Lisa Vidal. La produttrice esecutiva del programma televisivo di Mary Jane nonché sua migliore amica.
- Helen Patterson (st. 1-4), interpretata da Margaret Avery. La madre iperprotettiva di Mary Jane, affetta dal lupus.
- Dr. Lisa Hudson (st. 1-3), interpretata da Latarsha Rose. La migliore amica di Mary Jane ai tempi delle scuole elementari.
- Mark Bradley (st. 1-3), interpretato da Aaron Spears. Il nuovo collega gay di Mary Jane.
- Patrick Patterson (st. 1-4), interpretato da Richard Brooks. Il fratello maggiore di Mary Jane.
- Paul Patterson Jr. (st. 1-4), interpretato da B.J. Britt. Il fratello minore di Mary Jane.
- Niecy Patterson (st. 1-4), interpretata da Raven Goodwin. Figlia di Patrick Patterson e nipote di Mary Jane.
- Paul Patterson (st. 1-4), interpretato da Richard Roundtree. Padre di Mary Jane.
- Andre Daniels (st. 1), interpretato da Omari Hardwick. Uomo sposato per cui Mary Jane ha una cotta.
- David Paulk (st. 2-3, ricorrente 1), interpretato da Stephen Bishop. Play boy per cui Mary Jane avrà una cotta.

### Personaggi ricorrenti
- Tracy (ricorrente 1-4), interpretata da Tatom Pender. Fidanzata di Patrick e madre dei suoi figli.
- Avery Daniels (ricorrente 1), interpretata da Robinne Lee. Moglie di Andre che scopre del marito e della cotta di Mary Jane.
- Cynthia Phillips (ricorrente 1-2), interpretata da Kelly Rutherford
- Valerie (ricorrente 2), interpretata da Salli Richardson
- Sheldon (ricorrente 2), interpretato da Gary Dourdan
- Cameron (ricorrente 2), interpretato da Kyle Massey
- Cece (ricorrente 3), interpretata da Loretta Devine
- Marisol Esparza (ricorrente 3), interpretata da Daniella Alonso
- Brandon (ricorrente 3), interpretato da Thomas Jones
- Ronda Sales, (ricorrente 4), interpretata da Valarie Pettiford
- Justin Talbot (ricorrente 4), interpretato da Michael Ealy.

### Guest star
- Lorraine Toussaint interpreta Zia Toni (stagione 1)
- Lesley-Ann Brandt interpreta Tamiko Roberts (stagione 1)
- Ludacris interpreta Terrence Mitchell (stagione 1)
- India.Arie interpreta se stessa (stagione 2)
- Christina Vidal, interpreta Lilly (stagione 2)
- Kelly Rowland, interpreta Robin (stagione 3)
- Tamar Braxton, interpreta se stessa (stagione 3)
- Adrienne Bailon interpreta se stessa (stagione  3)
- Cardi B interpreta Mercedes (stagione 4)

## Episodi
| Stagione         | Episodi | Prima TV USA | Prima TV Italia |
| ---------------- | ------- | ------------ | --------------- |
| Prima stagione   | 9       | 2013-2014    | inedita         |
| Seconda stagione | 12      | 2015         | inedita         |
| Terza stagione   | 10      | 2015         | inedita         |
| Quarta stagione  | 20      | 2017         | inedita         |
| Film             | Film    | 2019         | inedita         |